# Rehtijärvi
Rehtijärvi är en sjö i kommunen Jockis i landskapet Egentliga Tavastland i Finland. Sjön ligger 96,9 meter över havet. Arean är 39 hektar och strandlinjen är 4,58 kilometer lång. Sjön  ingår i Kumo älvs huvudavrinningsområde.   Den ligger omkring 55 km väster om Tavastehus och omkring 110 km nordväst om Helsingfors. 
Vid sjön finns en by med samma namn.